# ييريشو
يريشو (بالألمانية: Jerichow) هي مدينة و بلدة ألمانية تقع في ألمانيا في ساكسونيا أنهالت. يقدر عدد سكانها بـ 7,725 نسمة .

## أعلام
- سيلفستر غروث